# Bonifazio Asioli

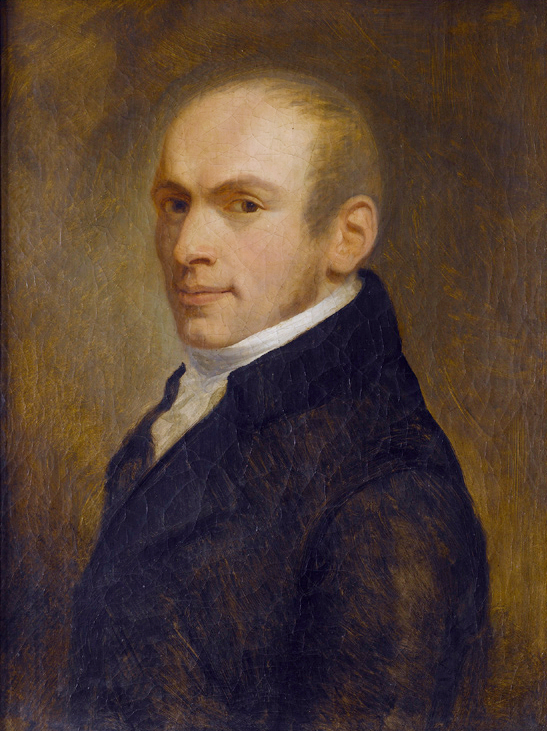
Bonifazio Asioli 1805

Bonifazio Asioli (* 30. August 1769 in Correggio; † 18. Mai 1832 ebenda) war ein italienischer Musiktheoretiker, Musikpädagoge, Cembalist, Kapellmeister und Komponist.

## Leben und Wirken
Bonifazio Asioli entstammte einer angesehenen Künstlerfamilie und zeigte schon in frühester Jugend seine große musikalische Begabung. Er trat bereits im Alter von 12 Jahren als Improvisator auf und komponierte schon als Jugendlicher etliche auch umfangreiche Werke. 1782 hielt er sich zu Studienzwecken in Bologna und Venedig auf und avancierte nach der Rückkehr in seine Heimatstadt zum städtischen Kapellmeister. Schon im folgenden Jahr zog es ihn nach Turin, wo er ebenfalls als Kapellmeister wirkte. Nach einer beruflichen Zwischenstation in Venedig übernahm er 1799 die Stelle als königlicher Kapellmeister in Mailand, wo er bis 1814 erfolgreich als Komponist, Lehrer am 1807 gegründeten Konservatorium und Musiktheoretiker tätig war. Danach kehrte er nach Correggio zurück und war bis zu seinem Ableben weiter als Lehrer, Komponist und Autor aktiv. Asioli zählte zu seiner Zeit zu den bekanntesten und angesehensten Musikerpersönlichkeiten Italiens und unterhielt freundschaftliche Beziehungen unter anderem zu Johann Simon Mayr und Joseph Haydn. Zu seinen Schülern zählte auch Mozarts Sohn Carl Thomas.
Asioli war ein äußerst vielseitiger und produktiver Komponist. Er schuf sakrale und weltliche Werke nahezu aller Gattungen. Er war für die klangliche Schönheit und Ausgewogenheit seiner Musik berühmt und zeigte mit dieser ausdrucksvollen Kompositionsweise deutlich seine stilistische Stellung im Übergang zur beginnenden musikalischen Romantik. Deren Aufstieg bewirkte allerdings, dass sein Werk schon bald nach seinem Ableben in Vergessenheit geriet, als Autor wichtiger musiktheoretischer und -pädagogischer Schriften hat sich seine Bedeutung aber erhalten.
Der Sänger Luigi Asioli ist sein Bruder.